# Josef Richard Marek
Josef Richard Marek (21. července 1883 Karlín – 19. června 1951 Praha) byl český spisovatel, překladatel a grafik. Významně zasáhl do vývoje české knižní grafiky.

## Život
Narodil se v rodině hostinského Richarda Marka (1848–1907) a Antonie rozené Průšové (1857–1934). Měl tři sestry: Johannu (1884–1885), Emilii Hausovou (1887) a Johannu Janouškovou (1891). Oženil se s Boženou rozenou Moravcovou, se kterou měl dvě děti: Věru Svobodovou (1912–2007) a architekta Lubora Marka (1915–2000).
Josef Richard Marek byl středoškolský učitel, grafik, výtvarný kritik, redaktor, autor výtvarných monografií, grafických úprav knih, překladatel z francouzštiny a němčiny. Původně se podepisoval Josef Marek, od roku 1917, po záměně autorství nekvalitního překladu od překladatele stejného jména, začal své práce podepisovat jako Josef Richard Marek. Věnoval se, jako jeden z prvních u nás, knižní kultuře.
Byl pohřben na Vinohradském hřbitově.

## Dílo

### Spisy
- Petr Brandl: doprovod k jeho dílu – Brno: Náš směr, 1912
- Znovu několik slov k "Nástinu [osnov]" – 1924
- Oldřich Blažíček – Praha: Štěpán Jež, 1933 [2]
- Cařihrad kouzla nezbavený – ilustrace: Lubor Marek, Praha: vlastní náklad, 1934 [3]
- F. Z. Eberl – Praha: Štěpán Jež, 1934
- Museum Fr. Palackého a Fr. Lad. Riegra – napsali Karel Stloukal a Josef Richard Marek. Praha: Palackého museum, 1935
- Josef Štolovský: život a dílo, Praha: Rodina Štolovských, 1936 [4]
- Míla Beránek: člověk a umělec, Praha: Skupina výtvarníků v Hradci Králové, 1938
- F. V. Mokrý – Praha: ČGU, 1940
- Žlutá růže Josefa Mánesa: rozhlasový román o 12 kapitolách, spoluautor: Jan Wenig, Praha: Pražská akciová tiskárna, 1940

### Překlady
- Moje láska: román – René Boylesve; řezbami na obálce a titulním listě vyzdobil Jan Štursa. Praha: Kamila Neumannová, 1908
- Mrtvý: Host Quadvlietův; Prst Boží; Starý zvoník – Camille Lemonnier. Praha: K. Neumannová, 1908
- Noa Noa – Paul Gauguin; úvodní slovo napsal Miloš Marten. Praha: K. Neumannová, 1909
- Karmazínová záclona – Jules Barbey d’Aurevilly. Praha: Alois Hynek, 1910
- Nejkrásnější láska Dona Juana; Štěstí v zločinu; Ženina pomsta – Jules Barbey d’Aurevilly. Praha: K. Neumannová, 1910
- Když jsem byla mužem – Camille Lemonnier. Praha: J. R. Vilímek, 1911
- Smyšlené životy – Marcel Schwob; přeložili Marie Kalašová a Josef Marek. Praha: K. Neumannová, 1911
- Hyalis, malý faun s modrýma očima – Albert Samain; in: 1000 nejkrásnějších novel... č. 14. Praha: J. R. Vilímek, 1911
- Kniha o Monelle – Marcel Schwob. Praha: František Adámek, 1911
- Markýzin psík – Théophile Gautier; in: 1000 nejkrásnějších novel... č. 12. Praha: J. R. Vilímek, 1911
- Herodias – Gustave Flaubert; in: 1000 nejkrásnějších novel... č. 13. Praha: J. R. Vilímek, 1911
- Blanka, Klára a Kandida – Charles de Coster; in: 1000 nejkrásnějších novel... č. 4. Praha: J. R. Vilímek, 1911
- Černá slečna – Catulle Mendés; in: 1000 nejkrásnějších novel... č. 16. Praha: J. R. Vilímek, 1911
- Vášnivý milenec; Quadvlietův host – Camille Lemonnier. Praha: J. R. Vilímek, 1912
- Červený kohout – Georges Eekhoud; in: 1000 nejkrásnějších novel... č. 22. Praha: J. R. Vilímek, 1912
- Návrat marnotratného syna – André Gide; in: 1000 nejkrásnějších novel... č. 26. Praha: J. R. Vilímek, 1912
- Adam a Eva – Camille Lemonnier. Praha: J. R. Vilímek, 1913
- Z vesnického zákoutí a jiné povídky – Camille Lemonnier; přeložili Josef Marek a Anna Horáková. Praha: J. R. Vilímek, 1913
- Abbé d'Arthes – Armand Silvestre; in: 1000 nejkrásnějších novel... č. 41. Praha: J. R. Vilímek, 1913
- Rub karet whistové partie – Jules Barbey d'Aurevilly; in: 1000 nejkrásnějších novel... č. 46. Praha: J. R. Vilímek, 1913
- Úval zabitého – Charles Nodier; in: 1000 nejkrásnějších novel... č. 49. Praha: J. R. Vilímek, 1913
- Dominik: román – Eugène Fromentin. Praha: K. Neumannová, 1914
- Kressida; Helena – André Suares; přeložili Arnošt Procházka a Josef Marek. Praha: K. Neumannová, 1914
- Čarodejnice – Alexandre Mercereau; in: 1000 nejkrásnějších novel... č. 66. Praha: J. R. Vilímek, 1914
- Vévoda portlandský – Villiers de L'isle-Adam; in: 1000 nejkrásnějších novel... č. 69. Praha: J. R. Vilímek, 1914
- Sylvie v zahradě – Louis Delattre; in: 1000 nejkrásnějších novel... č. 75. Praha: J. R. Vilímek, 1914
- Anna Menclová – Otto Ernst Schmidt; in: 1000 nejkrásnějších novel... č. 86. Praha: J. R. Vilímek, 1915
- Mladý čaroděj – Charles Baudelaire; in: 1000 nejkrásnějších novel... č. 101. Praha: J. R. Vilímek, 1916
- Dva kapucíni aneb osud – Francois-Marie Luzel; in: 1000 nejkrásnějších novel... č. 101. Praha: J. R. Vilímek, 1916
- Saul – André Gide; přeložil, knihu upravil a dřevoryty vyryl Josef Marek. Stará Říše. A. L. Stříž, 1918
- Všechna prosa – J. A. Rimbaud. Praha: K. Neumannová, 1918
- Příčiny války a současné Německo – Célestin Bouglé. Praha: Bedřich Kočí, 1919
- Ďábelské – Jules Barbey d’Aurevilly. Praha: Stanislava Jílovská, 1919
- Imaginární životy – Marcel Schwob; šesti lepty vyzdobil Ludvík Dvořáček; typograficky upravil Jar. Žlebek; vysázel František Navrátil; vytiskl Ferdinand Mígl. Brno: Arno Sáňka, 1923
- Co neumírá: román – Jules Barbey d’Aurevilly. Praha: Družstvo přátel studia, 1924
- Očarovaná: román – Jules Barbey d’Aurevilly. Praha: D. P. S., 1925
- Moloch – Camille Lemonnier. Praha: Aventinum, 1925
- Syn země – Camille Lemonnier; z prvního nezkráceného vydání bruselského z r. 1881. Praha: Aventinum, 1925
- Román královny Marie Antoinetty: se snímky současných maleb a rytin – Hans Freimark. Praha: J. R. Vilímek, 1927
- Lampa Psyche – Marcel Schwob. Praha: O. Štorch-Marien, 1927
- Zbožnost – Franz Werfel. Praha: Bohumil Janda, 1931
- Ježíš na Šumavě – Robert Michel; ilustroval Nikola Čulík. Praha: Malvern, 2015

### Jiné
- Endymion – básně Jiřího Karáska ze Lvovic; vyzdobil. Praha: K. Neumannová, 1909
- Štramberk: sedm původních dřevorytů – František Horký; napsal text. Pěnčín: vlastním nákladem, 1921
- Ex libris pro Arno Sáňku – Jan Konůpek; napsal úvodní slovo. Brno: Arno Sáňka, 1925
- Osm ex libris Jana Konůpka – doprovodil úvodem. Mladá Boleslav: Václav Rudl, 1928
- Vstupní řeč Dra Aloise Rašína k prvému československému státnímu rozpočtu: k desátému výročí jeho tragické smrti – upravil graficky; k tisku připravil a předmluvou opatřil František Stašek. Praha: Československá národní demokracie, 1933
- Výbor z básní a prosy – Kiril Christov; upravil graficky, nakreslil portrét básníkův a vyryl suchou jehlou; přeložily Jiřina Karasová, Noémi Molnárová. Praha: Českobulharská vzájemnost, 1935
- 1910–1935 – 25. jubileum firmy Štolo-barvy; spolupracovali: J. Kolman Cassius, J. R. Marek aj. Praha: Josef Štolovský, 1935
- Výstava akvarelů malíře Otakara Štáfla z roku 1936–1937 a plastik sochaře Damiana Pešana: říjen 1937 – napsal úvod. Praha: sdružení Myslbek, 1927
- Žena ve světle: výběr 46 aktů – František Drtikol; napsal úvod. Praha: Eduard Beaufort, 1938
- Tři kytice – Odon Pára; navrhl obálku. Praha: Otakar Janáček, 1939
- Architekt na cestách: sedmdesát kreseb a akvarelů – B. Kozák; napsal úvodní slovo. Praha: ČGU, 1940
- Josef Škoda: 249. výstava Městského musea v Hradci Králové: 1.–30. XI. 1942 – napsal předmluvu: Hradec Králové: Městské museum, 1942
- Básník a sochař – dopisy Julia Zeyera a Františka Bílka z let 1896–1901; uspořádal a doprovodil poznámkami; vyšlo s čtyřicetijednou reprodukcí dobových snímků a výtvarných prací Františka Bílka, s čtyřmi faksimiliemi původních dopisů obou umělců na zvláštních přílohách a s reprodukcí Bílkova náčrtu pomníku Julia Zeyera z roku 1941. Praha: Za svobodu, 1948

Dále napsal úvodní statě k řadě výstavních katalogů.